# NAS Award in Chemical Sciences
Il National Academy of Sciences Award in Chemical Sciences (in italiano Premio per le Scienze Chimiche dell'Accademia Nazionale delle Scienze) è un premio assegnato dalla United States National Academy of Sciences per ricerche nelle sienze chimiche.